# O’sváth György
O’sváth György (Budapest, 1931. szeptember 25. – Telki, 2017. október 27.) közgazdász, jogász, politikus.

## Családja
Erdélyi és szatmári nemesi ősök leszármazottjaként született. Felmenői között voltak, akik a Rákóczi-, mások pedig az 1848/49-es szabadságharcban küzdöttek Magyarország függetlenségéért.
Apai nagyapja református lelkész volt. Édesapja, a jogász végzettségű O’sváth László, a két világháború között, és később 1946 nyaráig, vezető beosztásban dolgozott a Belügyminisztériumban, szoros munkakapcsolatban és jó barátságban idősebb Antall Józseffel, a későbbi miniszterelnök édesapjával.
Édesanyja, Niamessny Magda családjában szintén hagyománya volt a közéleti szerepvállalásnak: O’sváth György anyai nagyapja kormányfőtanácsos, országgyűlési képviselő, egyik anyai dédapja pedig református püspök volt Debrecenben.

## Gyermek- és ifjúkora
A tizenkét éves O’sváth György középiskolai tanulmányait 1942-ben kezdte meg budapesti Piarista Gimnáziumban (az 1948-as államosítást követően két évig Ady Endre Gimnázium), ahol iskola- és cserkésztársa volt az ifjabb Antall Józsefnek.
Diákszövetségi vezetőként felszólították, írja alá a Mindszenty bíborost elítélő nyilatkozatot. Mivel ezt megtagadta, kizárták az ország összes állami középiskolájából. Ezért az utolsó gimnáziumi évet a Református Gimnáziumban fejezte be, és ott is érettségizett.
1951-ben összeesküvés és tiltott határátlépés kísérletének – részben hamis – vádjával három év nyolc hónap börtönre ítélték. Börtönbüntetése nagy részét az oroszlányi szénbányában vájárként dolgozva töltötte le. 1954-ben szabadult. – Időközben, 1951-ben, a családját kitelepítették Budapestről Újfehértóra, csak 1954-ben költözhettek újra a főváros közelébe.
1954-től kezdve a Katolikus Hittudományi Főiskolán folytatott tanulmányokat.
Tevékenyen részt vett az 1956-os forradalomban a Keresztény Ifjúsági Szövetség egyik vezetőjeként és a Budapesti Forradalmi tanács tagjaként. November 14-én a várható megtorlás elől Nyugatra menekült.

## Az emigrációban

### Társadalmi tisztségei
Németországban csatlakozott a Magyar Kereszténydemokrata Unióhoz, előbb annak ifjúsági, majd európai fődelegátusa (1957-1968), 1957-ben a Strasbourgi Magyar Forradalmi Tanács tagja volt.
1963-tól 1970-ig az Európai Ifjúsági Kereszténydemokrata Unió alelnöke, 1975-től 1982-ig a CDU külügyi, majd európai bizottságának tagja volt.

### Tanulmányai és munkakörei
1957 és 1961 között Bonnban és Kölnben tanult jogot és közgazdaságtant. Egyetemi tanulmányai alatt két-két szemesztert Párizsban (Sorbonne), illetve a London (LSE London School of Economics) végzett.
A diploma megszerzését követően 1961-ben a Thyssen Alapítvány düsseldorfi kutatóintézetéhez került, ahol az európai integráció kérdéseivel foglalkozott.
1965-től három évtizeden át az Európai Közösség (1992-től Európai Unió) Bizottságának munkatársaként dolgozott. 1982-től az iparügyi vezérigazgatóság osztályvezetője lett, 1996-ban történt nyugdíjba vonulása után az EU Bizottságának tiszteletbeli igazgatója. 1997 óta az EU ipari jogharmonizációs bizottságának elnöke. – Az Európai Közösség tisztviselőjeként, az 1980-as évek elején, helyettes vezetője volt annak az európai bizottsági tárgyaló csoportnak, amelyik a magyar kormány képviselőivel (Külkereskedelmi Minisztérium) kidolgozta az EK-ba irányuló magyar acélexportra vonatkozó kereskedelmi megállapodást. Ezt követően látogathatott első ízben újra Magyarországra.

## Magyarországi tevékenysége a rendszerváltást követően
1990-es választások után Antall József miniszterelnök felkérte, hogy személyes tanácsadójaként segítse az új kormány munkáját. Ezt a szerepet Boross Péter miniszterelnöksége alatt is betöltötte. Tanácsadóként komoly szerepe volt többek között az új kormány személyi összetételének meghatározásában, a Nemzeti Bank státuszának kialakításában, az ÁPV Rt. létrehozása során a koncepció megteremtésében, és az ország Európa-politikájának kidolgozásában.
1992–94 között az ÁV Rt. igazgatótanácsának tagja, 1995-ig a Malév Rt. igazgatótanácsának elnöke, 1995-től 2003-ig az Antenna Hungária Rt. felügyelőbizottsági elnöke volt.
1996-ban O’sváth György és Mádl Ferenc kezdeményezésére alakult meg a Nemzeti Kör.
1999-től rendkívüli és meghatalmazott (utazó) nagykövetként segítette Magyarország EU-s integrációjának előkészületét pénzügyi, gazdasági és adminisztratív kérdésekben.
2008-ban gazdag könyvgyűjteményét a családja múltjában jelentős szerepet játszó Csenger városnak adományozta

## Egyéb tisztségek, elismerések
- 1968-tól a Szuverén Máltai Lovagrend tagja, 1994-től engedelmességi lovag. 1995-től 2005-ig a Magyar Máltai Lovagok Szövetségének elnöke. 2002-től a Szuverén Máltai Lovagrend nagykeresztes tartománynagya.
- A Szent István Tudományos Akadémia tiszteletbeli tagja (2000- )
- A Magyar Köztársasági Érdemrend középkeresztje a csillaggal (1992)